# 오아라시촌
오아라시촌(大嵐村)은 야마나시현 미나미쓰루군에 있던 촌이다. 현재의 후지카와구치코정에 해당한다.

## 역사
- 1899년 5월 17일 - 나루사와촌의 일부가 분립해 성립하였다.
- 1955년 4월 10일 - 오아라시촌과 합병해 이시와다촌이 성립하여, 동일 니시하마촌은 폐지되었다.

## 참고문헌
- 角川日本地名大辞典 19 山梨県